# Калигандж (город, Саткхира)
Калигандж (бенг. কালীগঞ্জ, англ. Kaliganj) — город на юго-западе Бангладеш, административный центр одноимённого подокруга. Площадь города равна 7,96 км². По данным переписи 2001 года, в городе проживало 13 518 человек, из которых мужчины составляли 53,25 %, женщины — соответственно 46,75 %. Плотность населения равнялась 1698 чел. на 1 км². Уровень грамотности населения составлял 40,2 % (при среднем по Бангладеш показателе 43,1 %). 